# Pageland
Pageland és una població dels Estats Units a l'estat de Carolina del Sud. Segons el cens del 2000 tenia 2.521 habitants.

## Demografia
Segons el cens del 2000, Pageland tenia 2.521 habitants, 964 habitatges i 641 famílies. La densitat de població era de 222,2 habitants/km².
Dels 964 habitatges en un 30,5% hi vivien nens de menys de 18 anys, en un 41,4% hi vivien parelles casades, en un 20,2% dones solteres, i en un 33,5% no eren unitats familiars. En el 28,7% dels habitatges hi vivien persones soles el 14,7% de les quals corresponia a persones de 65 anys o més que vivien soles. El nombre mitjà de persones vivint en cada habitatge era de 2,54 i el nombre mitjà de persones que vivien en cada família era de 3,06.
Per edats la població es repartia de la següent manera: un 25,5% tenia menys de 18 anys, un 11,9% entre 18 i 24, un 28% entre 25 i 44, un 19,2% de 45 a 60 i un 15,4% 65 anys o més.
L'edat mediana era de 34 anys. Per cada 100 dones de 18 o més anys hi havia 88,9 homes.
La renda mediana per habitatge era de 29.046 $ i la renda mediana per família de 33.214 $. Els homes tenien una renda mediana de 24.826 $ mentre que les dones 18.452 $. La renda per capita de la població era de 15.190 $. Entorn del 21,5% de les famílies i el 24,1% de la població estaven per davall del llindar de pobresa.

## Poblacions més properes
El següent diagrama mostra les poblacions més properes.